# Ternove, Kuibîșeve
Ternove (în ucraineană Тернове) este un sat în comuna Șevcenkivske din raionul Kuibîșeve, regiunea Zaporijjea, Ucraina.

## Demografie
Componența lingvistică a localității Ternove
     Ucraineană (91,53%)
     Rusă (7,63%)
Conform recensământului din 2001, majoritatea populației localității Ternove era vorbitoare de ucraineană (91,53%), existând în minoritate și vorbitori de rusă (7,63%).